# 李龍文
李 龍文（イ・ヨンムン、이용문、1916年1月22日 - 1953年6月24日）は大日本帝国陸軍及び大韓民国陸軍の軍人。最終階級はそれぞれ少佐、少将。日本名は山本 健雄。太極武功勲章授与者。
兄に李龍芸。元国会議員の李健介は息子。

## 人物
1916年1月、平安南道平壌府大新洞に大韓帝国軍軍人の李箕浩（이기호）の三男として生まれる。平壌高等普通学校卒業。1937年12月、陸軍士官学校（第50期、351番/426名）騎兵科卒業。1938年1月25日、陸軍騎兵少尉に任官後は東京の騎兵第1連隊附に配属。同年9月1日、陸軍騎兵中尉。同年、満州孫呉基地に派遣。1939年、陸軍騎兵学校で10か月間の教育を受ける。1940年、北満州開封守備隊長。1942年、大本営に勤務。1943年、南方総軍交通司令部参謀として南方戦線に派遣。以後、スマトラ、マレーシア、ミャンマーなどに勤務。1944年3月1日、陸軍少佐。終戦時は南方軍第2野戦鉄道司令部附。終戦後はベトナム、中国を経て1947年9月に帰国した。
1948年、韓国陸軍特任入隊、任少領（軍番12290番）。同年11月25日、初代機甲連隊長（中領）。1949年7月、陸軍本部情報局長。同年10月、甕津地区戦闘司令官。1950年6月、陸軍参謀学校副校長。
朝鮮戦争が勃発すると連絡要員兼督戦員として出動。ソウル市街戦と漢江渡河撤退の際、ソウル会戦で軍主力と政府が撤退したソウル市内の南山地区で白虎部隊を編成し徹底抗戦し、政府や市民の避難の助けとなった。市が陥落すると遊撃戦を行うつもりで一部の兵と共に南山に入ったが、食料が無いので、やむなく蛙や木の実で飢えをしのぎつつ、生存の努力をしていた。9月に国連軍がソウルを奪還すると、痩せ衰えた姿で発見された。ソウルに留まっていたことから、軍の捜査機関から調査を受けた。
1950年10月16日、江原道地区戒厳民事部長。1951年6月、陸軍本部作戦教育局長。同年8月、准将。釜山政治波動で陸軍参謀総長や情報局長などの5人と共に戒厳宣言反対の先頭に立ったがため、作戦局長を解任された。1952年3月、第9師団副師団長。同年7月、首都師団長。首都高地の戦闘を指揮。同年10月、南部地区警備司令官。当初はアメリカ留学対象将官名簿にも名前が挙がっていたが、釜山で外信記者たちに「国軍に弾薬供給が不足している」と話したことから、テイラー司令官の怒りを買い、左遷されたと言われている。1953年6月、航空事故で殉職。死後、少将に昇進した。